# Yákiv Kujarenko
Yákiv Guerásimovich Kujarenko (en ucraniano: Я́ків Гера́симович Кухаре́нко) o Yákov Guerásimovich Kujarenko (del ruso: Яков Герасимович Кухаренко) (1800 - 26 de septiembre de 1862) fue un militar cosaco ruso, jefe del estado mayor y atamán de la hueste de cosacos del Mar Negro (parte de la hueste de cosacos del Kubán) del 19 de octubre de 1852 al 30 de junio de 1856, y escritor en idioma ucraniano. Obtuvo el rango de general-mayor. 

## Biografía
Nació en Ekaterinodar en 1800, descendiente de cosacos zaporogos. Estudió en el gimnasio militar de Ekaterinodar hasta 1814, año en el que entró a trabajar en la hueste de cosacos del Mar Negro como yesaúl por cien rublos. Debido a sus aptitudes y su diligencia, Kujarenko, ejerció tareas de rangos mayores al suyo, como el mando de la artillería en la toma de Anapa, cuando estaba al mando de una sotnia. En 1851 fue ascendido a coronel elegido atamán de la hueste de cosacos de Azov y al año siguiente fue nombrado jefe del estado mayor y atamán de la hueste de cosacos del Mar Negro. En 1853 es elevado al rango de general-mayor. Con el esfuerzo de sus tropas contribuyó al movimiento de fuertes de la línea defensiva del Cáucaso hacia las montañas, asegurando el territorio conquistado. En 1856, en calidad del diputado de la hueste de cosacos del Mar Negro, asistió en Moscú a la coronación de Alejandro II. En 1861 dirigía la migración de los cosacos del Mar Negro hacia el Kubán. Ese año se le encomendó el mando de la línea de fuertes del Kubán inferior y el regimiento Shapsug Transkubán. A mediados de septiembre de 1862 fue reclamado, por asuntos de trabajo, por el comandante del ejército del óblast de Kubán, en Stávropol. La noche del 19 de septiembre fue atacado por una partida de jinetes abadzej, herido y apresado, muriendo por la gravedad de las heridas en Maikop el 26 de ese mes. Su hijo Stepán consiguió recuperar el cuerpo de su padre y enterrarlo en la plaza de la catedral de Ekaterinodar,
En su faceta literaria, cabe destacar sus artículos Plastuny y Vivtsi i chabani v Chernomori son de carácter etnográfico. En su opereta Chernomorski pobit describió ñla vida cotidiana de los cosacos del Kubán a finales del siglo XVIII. Esta opereta fue reescrita y adaptada para el teatro Staritski en 1878 bajo el título Chernomortsy con música de Mykola Lysenko, que fue durante largo tiempo interpretada en la escena ucraniana. Sus obras completas fueron publicadas en Kiev en 1880. 
Tenía trato y amistad con Nikolái Kostomárov y Tarás Shevchenko.

## Condecoraciones
- Caballero de cuarta clase de la Orden de San Jorge (26 de noviembre de 1851).
- Caballero de tercera clase de la Orden de San Vladimiro
- Caballero de segunda clase de la Orden de Santa Ana.
- Caballero de primera clase de la Orden de San Estanislao.